# Oswald Grey
Oswald Grey est un village du comté d'York, à l'ouest de la province canadienne du Nouveau-Brunswick. Le village est une autorité taxatrice du DSL de la paroisse de Kingsclear.

## Géographie
Oswald Grey est situé sur la rive droite du fleuve Saint-Jean.

### Logement
Le territoire regroupant la paroisse de Kingsclear, Oswald Grey et Hanwell comptait 2490 logements privés en 2006, dont 2365 occupés par des résidents habituels. Parmi ces logements, 85,2 % sont individuels, aucun est jumelé, 0,6 % sont en rangée, 2,1 % sont des appartements ou duplex et 1,7 % sont des immeubles de moins de cinq étages. Enfin, 10,1 % des logements entrent dans la catégorie autres, tels que les maisons-mobiles. 93,4 % des logements sont possédés alors que 6,6 % sont loués. 45,9 % ont été construits avant 1986 et 3,2 % ont besoin de réparations majeures. Les logements comptent en moyenne 7,9 pièces et 0,0 % des logements comptent plus d'une personne habitant par pièce. Les logements possédés ont une valeur moyenne de 179 750 $, comparativement à 119 549 $ pour la province.

## Administration

### Représentation et tendances politiques
Nouveau-Brunswick: Oswald Grey fait partie de la circonscription provinciale de York, qui est représentée à l'Assemblée législative du Nouveau-Brunswick par Carl Urquhart, du Parti progressiste-conservateur. Il fut élu lors de l'élection générale de 2006 et réélu à celle de 2010.
 Canada: Oswald Grey fait partie de la circonscription électorale fédérale de Nouveau-Brunswick-Sud-Ouest, qui est représentée à la Chambre des communes du Canada par Gregory Francis Thompson, ministre des Anciens Combattants et membre du Parti conservateur. Il fut élu lors de la 40e élection fédérale, en 1988, défait en 1993 puis réélu à chaque fois depuis 1997.